# Isaac Merino
Isaac Merino Jara (1956) es un jurista y profesor universitario español, Catedrático de Derecho Tributario y Magistrado del Tribunal Supremo.

## Biografía
Comenzó en la docencia en 1984 como profesor asociado de las Universidades de Extremadura y de Alcalá de Henares hasta 1991, cuando obtuvo plaza de profesor titular en la Universidad de Extremadura.
En 2004 consiguió la plaza de catedrático de derecho Financiero y Tributario de la Universidad del País Vasco, donde continúa en la actualidad.
Fue nombrado Magistrado suplente por el Consejo General del Poder Judicial y fue Magistrado suplente del Tribunal Superior de Justicia de Extremadura entre 1995 y 2004.
En 2007 fue nombrado vocal de la Junta Arbitral prevista en el Concierto Económico con el País Vasco y fue reelegido en 2014. En 2018 fue nombrado por el Consejo General del Poder Judicial Magistrado del Tribunal Supremo.